# جيم غيليت (لاعب كرة قدم أمريكية)
جيم غيليت (بالإنجليزية: Jim Gillette)‏ هو لاعب كرة قدم أمريكية أمريكي، ولد في 19 ديسمبر 1917 في كورتلاند في الولايات المتحدة، وتوفي في 9 يناير 1990.

## وصلات خارجية
- جيم غيليت على موقع مرجع كرة القدم المحترفة.كوم (الإنجليزية)